# Clupea pallasii
Hareng du Pacifique
Pour l’article homonyme, voir Hareng.
Espèce
Clupea pallasii, aussi dénommé Hareng du Pacifique (Pacific herring en anglais), est une espèce de harengs présent principalement au large des côtes pacifiques et arctiques de l'Amérique du Nord et de l'Asie du Nord-Est. C'est un poisson argenté aux nageoires droites et à la nageoire caudale très échancrée. L'espèce est nommée d'après Peter Simon Pallas, célèbre naturaliste et explorateur allemand du XIXe siècle.
Les populations de Hareng du Pacifique se répartissent tout au long de la côte pacifique nord-américaine, depuis la péninsule de Basse-Californie jusqu'au détroit de Béring, ainsi qu'au sud du Japon. Des populations isolées existent également dans les mers d'Europe du Nord-Est, qui sont souvent considérées appartenir aux sous-espèces Clupea pallasii marisalbi (Hareng blanc) et Clupea pallasii suworowi (Hareng de Chosha).
Clupea pallasii est considéré comme une espèce clé de voûte à cause de sa très haute productivité et de ses interactions avec un grand nombre de prédateurs et de proies. Il se reproduit à des saisons diverses, mais souvent dans la première partie de l'année dans les milieux intertidaux et néritiques, comme dans les herbiers de zostère ou toute autre végétation immergée. Contrairement à d'autres espèces, il ne meurt pas après le frai et peut se reproduire pendant plusieurs années.
Poisson très pêché en Amérique du Nord, ses stocks se sont effondrés en 1993, mais depuis retrouvent lentement une viabilité commerciale.

## Description
Les signes distinctifs du Hareng du Pacifique sont un dos vert bleuté et un ventre et des côtés argentés. La couleur argentée provient de cristaux de guanine intégrés dans leur épiderme et offrant un camouflage efficace. L'unique nageoire dorsale est située au milieu du corps et la nageoire caudale est homocerque et profondément échancrée.
Le corps est comprimé latéralement ; les écailles ventrales dépassent de façon un peu dentelée. Contrairement aux autres membres du genre Clupea, le Hareng du Pacifique n'a pas d'écailles sur la tête et sur les branchies. Toutefois, ses écailles sont de grande taille et faciles à détacher.
Cette espèce de poisson peut mesurer jusqu'à 45 centimètres de long et peser jusqu'à 550 grammes. La taille moyenne généralement constatée chez les adultes est de 33 cm. Les entrailles sont assez osseuses et la chair grasse. Clupea pallasii n'a pas de dents sur la mâchoire, mais sur le vomer. Elle a également une conception inhabituelle de la rétine qui permet de se nourrir des particules en suspension même dans des environnements extrêmement sombres. Elle est capable de mouvements verticaux rapides en raison de son système nerveux complexe relié à la vessie natatoire.

## Cycle de reproduction

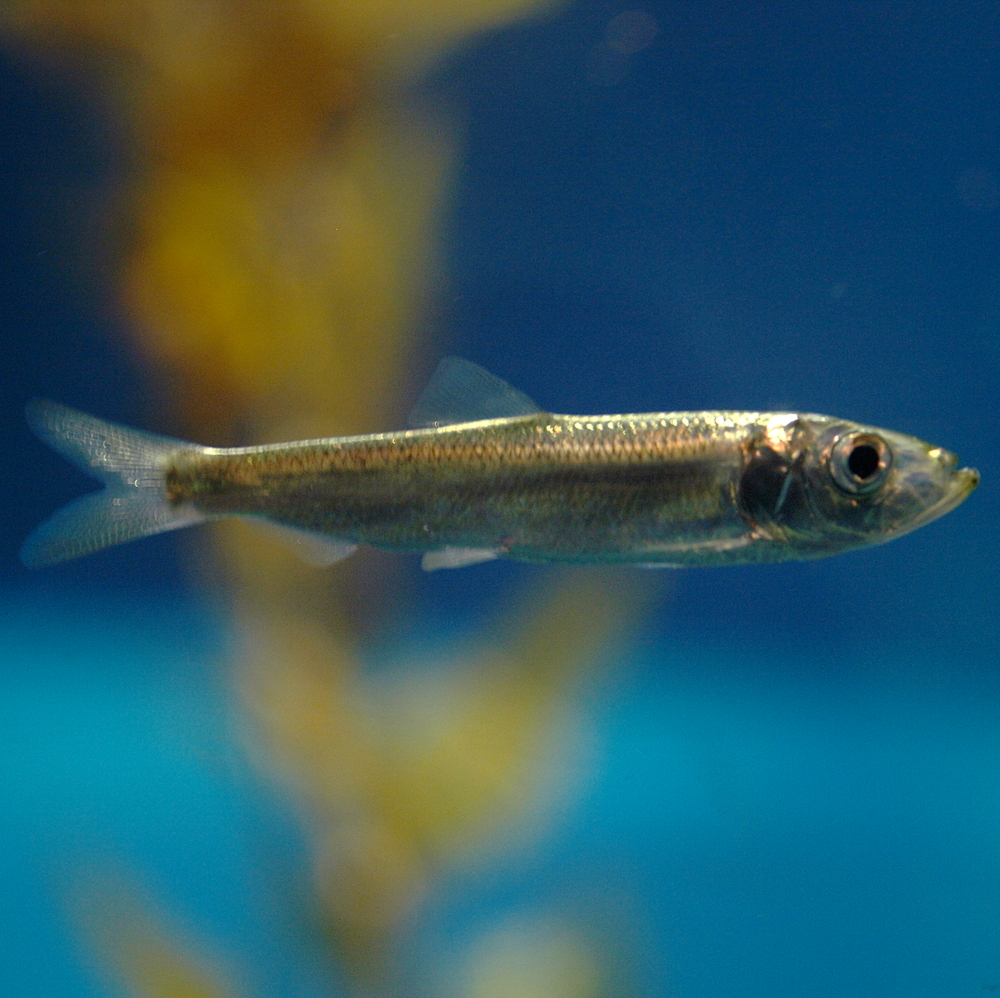
Un juvénile de Hareng du Pacifique

Le Hareng du Pacifique affectionne les frayères abritées des baies et des estuaires. Le long de la côte pacifique nord-américaine, les zones principales de reproduction sont les baies de San Francisco, de Richardson et de Humboldt. Les adultes quittent le large pour ces milieux en novembre ou décembre, ou plus tardivement pour les populations les plus au nord. Les conditions déclenchant le frai sont mal connues. Après plusieurs semaines passées à se regrouper dans les chenaux profonds, les mâles et les femelles entrent dans les zones néritiques ou de balancement des marées. Les poissons fraient alors dans la végétation immergée, particulièrement dans les herbiers de zostère qui peut accueillir les pontes. Une seule femelle peut déposer jusqu'à 20 000 œufs par contact ventral avec le substrat. Malgré ce nombre élevé, le taux de juvéniles survivants n'est que d'un pour 10 000, à cause de l'importante prédation par les nombreuses autres espèces.
Le scénario de ponte n'est pas bien compris. Certains chercheurs suggèrent que le mâle lance le processus par la libération de laitance, qui contiendrait une phéromone stimulant la ponte de la femelle. La ponte semble s'organiser de façon collective, pour que tout un banc puisse frayer en quelques heures et produire une densité d'œufs de l'ordre de six millions au mètre carré. Les œufs fécondés sont sphériques et mesurent de 1,2 à 1,5 millimètre de diamètre. Ils incubent une dizaine de jours dans les eaux estuariennes d'une dizaine de degrés Celsius.

## Pêche

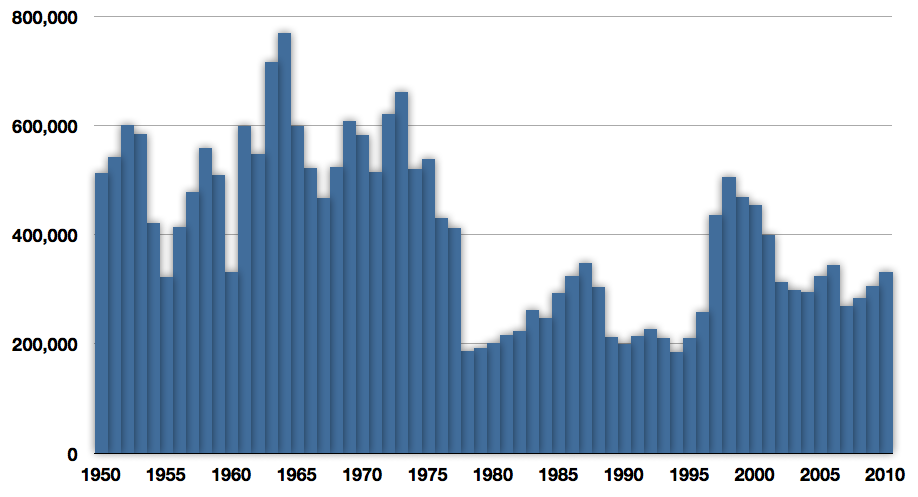
Évolution du volume des captures de Hareng du Pacifique entre 1950 et 2009.

Le Hareng du Pacifique est une espèce historiquement importante pour la pêche, grâce à sa capacité à générer une biomasse significative. Les estimations de cette biomasse effectuées en Alaska depuis 1975 restent cependant très imprécises.
Le hareng est pêché depuis longtemps par les amérindiens des côtes de la Colombie-Britannique et d'ailleurs. En 1997, la Cour suprême du Canada a rendu un arrêt dans l'affaire R v Gladstone (en), reconnaissant la pêche au hareng, comme partie intégrante des droits de la nation heiltsuk.
Les stocks des côtes nord-américaines se sont effondrés en 1993 à cause de la surpêche. Grâce à des mesures de restriction, ils progressent à nouveau depuis. Dans d'autres secteurs, la pêche du Hareng du Pacifique s'est effondrée à d'autres périodes ; par exemple en 1983 dans la Baie de Richardson (en). Les capacités de pêche sont réapparues dans différents endroits de la côte américaine comme la baie de San Francisco, Sitka Sound (en), ou la baie de Humboldt. Dans d'autres zones comme la baie Auke (en), qui disposait dans les années 1970 des plus gros stocks de hareng d'Alaska, la présence de l'espèce reste très ténue.
Le Hareng du Pacifique est couramment pêché comme appât pour le saumon ou le chevreuil. Il est également recherché pour l'huile tirée de sa graisse et sa chair.

## Mesures de protection
Le 2 avril 2007, le Sierra Club de Juneau a lancé une pétition pour inscrire le Hareng du Pacifique du canal Lynn (Alaska) comme segment de population isolée et en danger d'extinction au titre de l'Endangered Species Act de 1973. Cette inscription a été refusée le 11 avril 2008 car cette population ne peut être qualifiée d'isolée. Cependant le Service national de la pêche maritime annonça qu'il allait étudier le statut de l'espèce dans une zone plus large du Pacifique, canal Lynn inclus.